# The Mystery of Marie Roget
The Mystery of Marie Roget (también conocida como Phantom of Paris) es una película de misterio de 1942 protagonizada por Patric Knowles, María Montez, Maria Ouspenskaya y dirigida por Phil Rosen. La historia se deriva del cuento El misterio de Marie Rogêt, del escritor Edgar Allan Poe, que a su vez está basado en el asesinato real de Mary Cecilia Rogers, quien fue encontrada flotando en el río Hudson, cerca de Hoboken, Nueva Jersey.

## Reparto
- Patric Knowles - Dr. Paul Dupin
- María Montez - Marie Roget
- Maria Ouspenskaya - Madame Cecile Roget
- John Litel - M. Henri Beauvais
- Edward Norris - Marcel Vigneaux
- Lloyd Corrigan - Prefecto Gobelin
- Nell O'Day - Camille Roget
- Frank Reicher - Magistrado
- Clyde Fillmore -  Mons. De Luc
- Paul E. Burns - Jardinero
- Norma Drury Boleslavsky - Madame De Luc
- Charles Middleton - Curador del  zoológico
- William Ruhl - Detective
- Reed Hadley - Oficial de la Marina